# Zagarise
Zagarise (tiếng Hy Lạp: Zacharous) là một đô thị thuộc tỉnh Catanzaro trong vùng Calabria phía nam Ý. Dân số thời điểm cuối tháng 2 năm 2007 là 1811 người.
Đô thị này giáp với Albi, Magisano, Mesoraca, Petronà, Sellia, Sellia Marina, Sersale, Soveria Simeri và Taverna.